# Nunca me abandones
Nunca me abandones es una novela distópica del escritor inglés Kazuo Ishiguro, publicada en el 2005. Fue nominada al premio Booker del año 2005 (galardón que Ishiguro había obtenido previamente en 1989 por su novela Lo que queda del día), para el premio Arthur C. Clarke de 2006, y para el premio del Círculo de críticos literarios del Reino Unido de 2005. La revista TIME la nombró la mejor novela del año 2005 e incluyó a la misma en su lista de las 100 mejores novelas de habla inglesa del período 1923-2005. Siguiendo el estilo clásico del Bildungsroman o novela de iniciación, narra el proceso de desarrollo y aprendizaje de una niña (Kathy H) internada en un centro en Inglaterra donde los niños son criados para ser donantes. La historia se narra desde la perspectiva de Kathy en años posteriores. El internado se ubica en Hailsham, al final de la Segunda Guerra Mundial. Los alumnos (apelativo para los donantes) eran clones de modelos de personas normales, sin embargo, eran educados desde una óptica cultural y artística, a efecto de demostrar a la civilización que estos donantes tenían alma.
Cuando Kathy, Tommy y Ruth (estos últimos amigos inseparables de Kathy), así como los demás alumnos de la generación en turno, terminaban sus estudios eran enviados a otros centros, donde gozaban de la libertad de horario y actividades, sin embargo, no podían desempeñar una vida normal. Los alumnos daban por sentado su destino, es decir, sabían lo que sucedería, morir en alguna donación a lo que denominaban "completar", asimismo, nunca se les mencionó lo que conllevaban las donaciones ni toda la parafernalia que existía a su alrededor, siendo enajenados de conciencias como personas libres, con objeto de servir como refacciones.

## Adaptación cinematográfica
En 2010 se estrenó la adaptación cinematográfica del texto, Nunca me abandones, dirigida por Mark Romanek y protagonizada por Carey Mulligan, Keira Knightley y Andrew Garfield.
- Datos: Q951587